# Castello Pallavicino (Varano de' Melegari)
Il Castello Pallavicino, noto anche come castello di Varano, è una fortezza che sorge nel paese di Varano de' Melegari in provincia di Parma, sul versante settentrionale della val Ceno.

## Storia
Il torrente Ceno rappresentava fra il VI e l'VIII secolo una zona strategica dal punto di vista militare, in quanto costituiva la linea di confine tra i territori di Parma e di Piacenza; è lecito presumere che quindi già allora vi si trovassero luoghi sorvegliati a presidio del corso d'acqua e delle strade che collegavano la pianura con le attuali Liguria e Toscana.
La prima fonte che documenti l'esistenza dell'originario castello difensivo di Varano è la Cronaca Pallavicina, risalente al 1087, che ne attestava la proprietà a Uberto Pallavicino, nipote di Adalberto di Baden.
Nel 1208 il maniero fu ricostruito per volere del Comune di Parma, sui resti della preesistente fortificazione dell'XI secolo.
Nel 1249 l'imperatore del Sacro Romano Impero Federico II di Svevia investì il marchese Oberto II Pallavicino del feudo di Varano.
Nel 1297 il Comune di Parma, ostile ai ghibellini Pallavicino, distrusse il castello, decretando di non ricostruire più alcuna fortificazione a Varano.
Intorno al 1400 i Pallavicino riedificarono il maniero; durante gli scontri con i Rossi e i Terzi per il controllo di alcuni luoghi strategici della pianura parmense, il maniero fu conquistato da Ottobuono de' Terzi, che lo consegnò ai Visconti. Furono probabilmente questi ultimi a ristrutturare del castello, che fu profondamente modificato soprattutto nell'aspetto esterno, con nuove fortificazioni e torri, più adeguate alle esigenze belliche dell'epoca.
Nel 1431 il marchese Rolando il Magnifico fu investito del castello di Varano dal duca Filippo Maria Visconti. Tuttavia nel 1441 Niccolò Piccinino mise il Pallavicino in cattiva luce agli occhi del Visconti, che l'incaricò di attaccare lo Stato Pallavicino; Rolando fu costretto alla fuga e tutti i suoi feudi furono incamerati dal duca di Milano. Quest'ultimo nel 1442 fece rinchiudere nelle prigioni del maniero di Varano Annibale I Bentivoglio, che ne fu rocambolescamente liberato il 6 giugno del 1443 da Galeazzo Marescotti e altri quattro guelfi; rientrato a Bologna, il Bentivoglio guidò la vittoriosa rivolta contro Niccolò Piccinino che governava la città per conto dei Visconti.
Nel frattempo Rolando il Magnifico cercò più volte di rientrare in possesso dei propri beni e nel 1445 diede prova di lealtà al Visconti, che acconsentì alla restituzione di quasi tutte le terre confiscate, a eccezione di Monticelli d'Ongina e alcuni altri feudi donati al Piccinino. Nel 1452 il marchese ristrutturò il castello di Varano, conferendogli l'aspetto attuale; alla sua morte nel 1457, il feudo fu ereditato dal figlio Nicolò.
Nel 1480 il castello passò agli Sforza e fu subito alienato dal duca Gian Galeazzo al marchese Gianfrancesco I Pallavicino di Zibello.
Nel 1550 la fortezza fu saccheggiata da banditi che uccisero il marchese Gian Francesco Pallavicino; il feudo passò quindi al fratello Roberto. L'anno successivo il castello fu occupato durante la guerra di Parma, che oppose il duca Ottavio Farnese, appoggiato dal re di Francia Enrico II, e il papa Giulio III, alleato con Ferrante I Gonzaga, governatore di Milano per l'imperatore Carlo V d'Asburgo. Al termine del conflitto i Pallavicino rientrarono in possesso del maniero.
Nel 1770 il castello fu restaurato per volere dei Pallavicino, ma nel 1782 morì l'ultimo marchese Ercole Pallavicino, arciprete della pieve di Cusignano, estinguendo il ramo di Varano della casata; tutti i suoi beni furono ereditati dai marchesi Bergonzi, che mantennero i diritti feudali fino al 1805, quando gli editti napoleonici sancirono la loro abolizione.
Nel 1828 il castello fu acquistato dai nobili Grossardi, ai quali subentrarono agli inizi del XX secolo i Levacher, che lo occuparono fino alla morte dell'ultimo discendente; l'ingegner Rolando Levacher apportò nei primi anni del XX secolo una serie di modifiche agli ambienti interni, adattando le sale del piano nobile alle esigenze dell'epoca.
Nel 1965 la fortificazione fu alienata ai fratelli Giuseppe ed Ermanno Tanzi e infine nel 2001 ne divenne proprietario il Comune di Varano de' Melegari, che lo aprì al pubblico.

## Descrizione

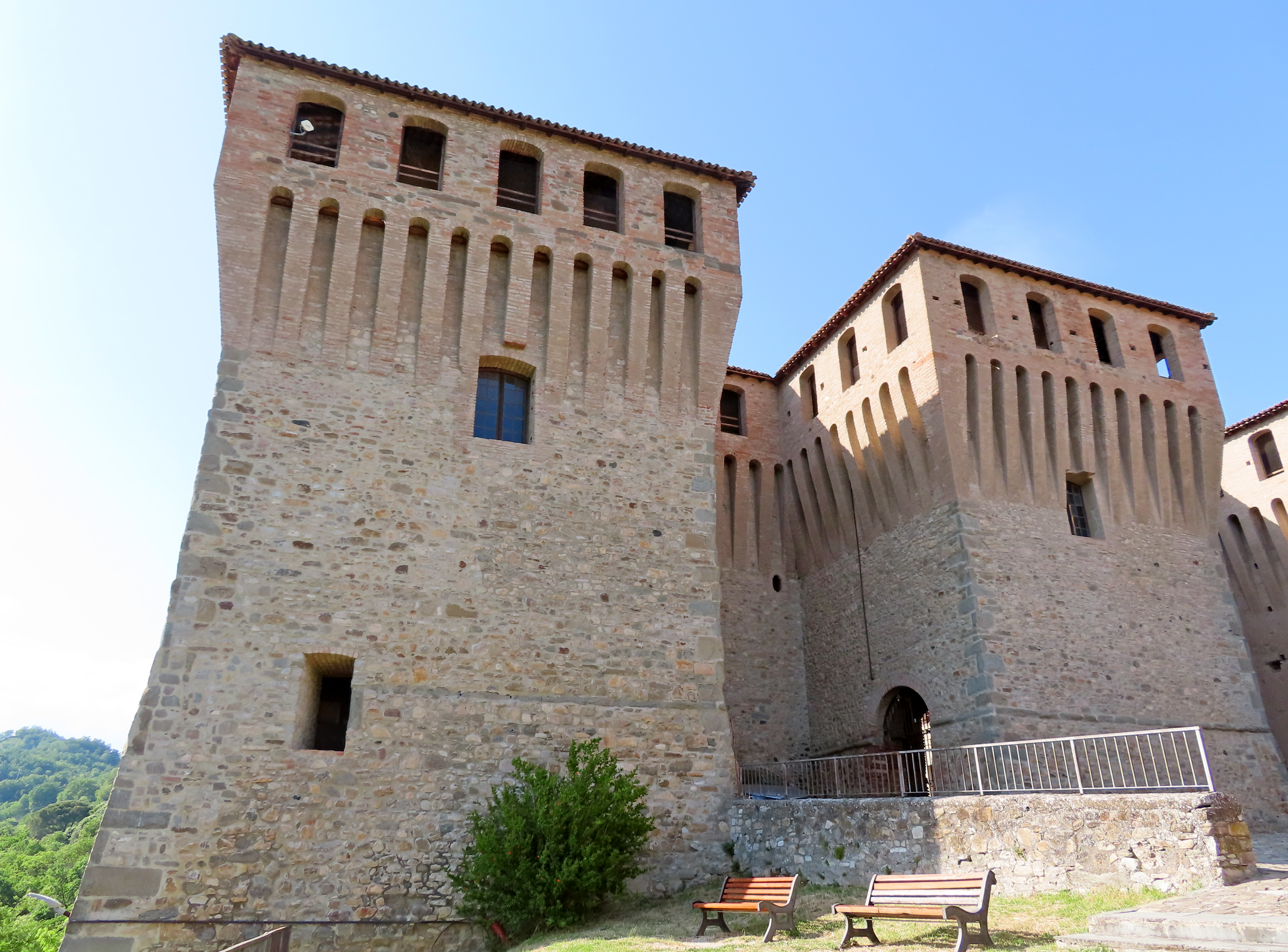
Lato est

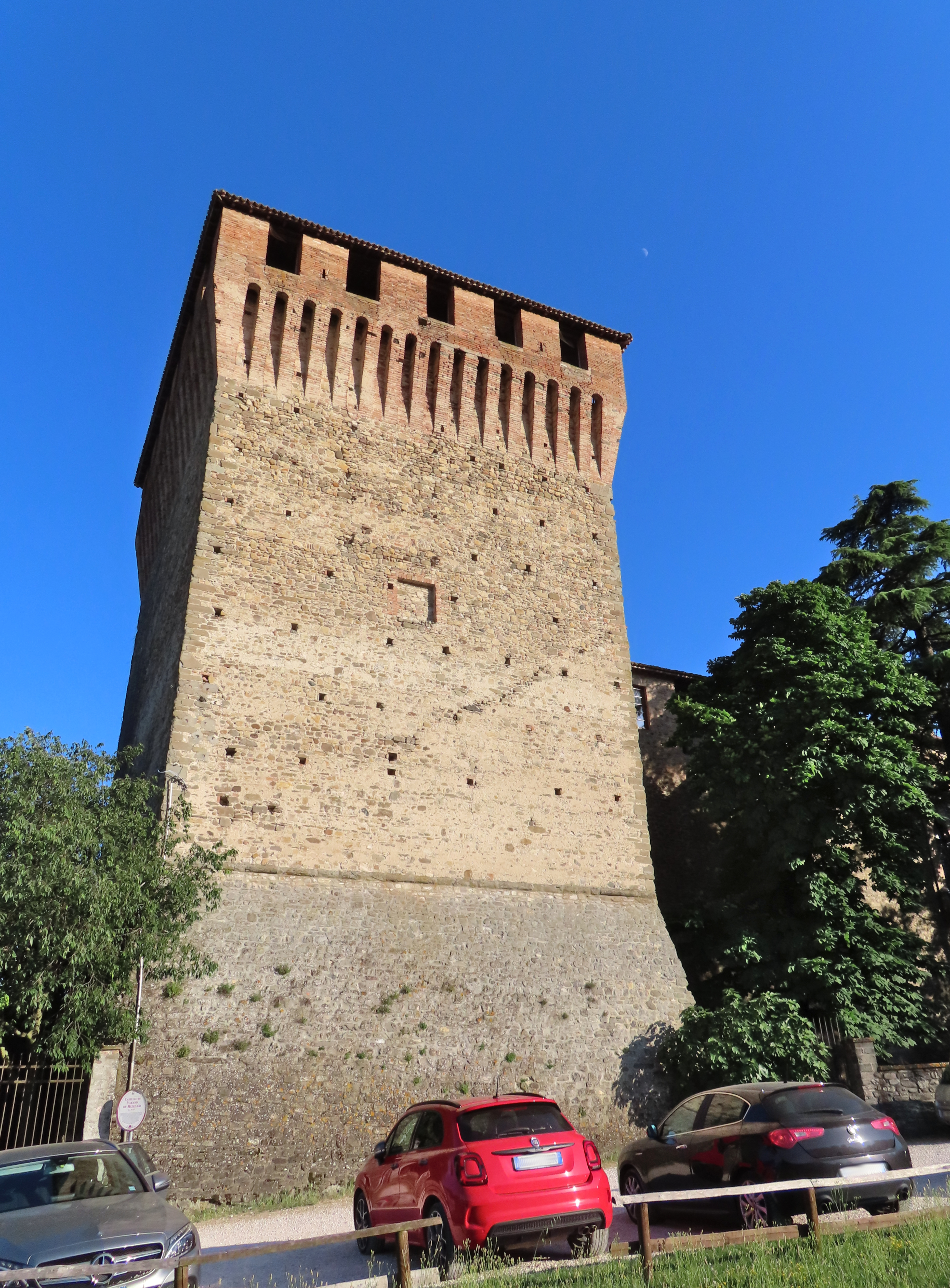
Mastio

Il castello si erge su un blocco di arenaria nel centro del borgo di Varano de' Melegari, sviluppandosi attorno ad un cortile centrale quadrato.

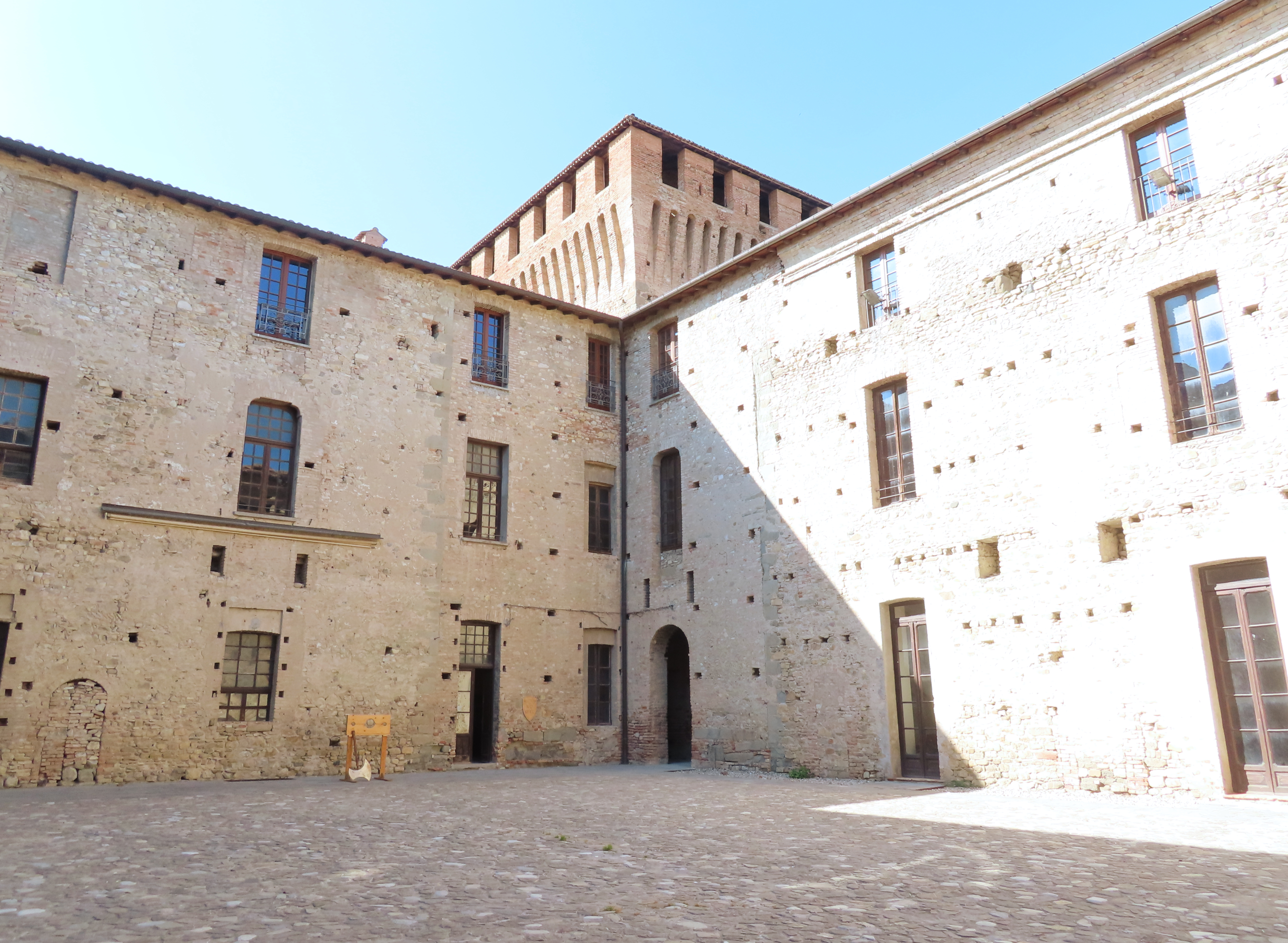
Lati nord-ovest e nord-est del cortile interno

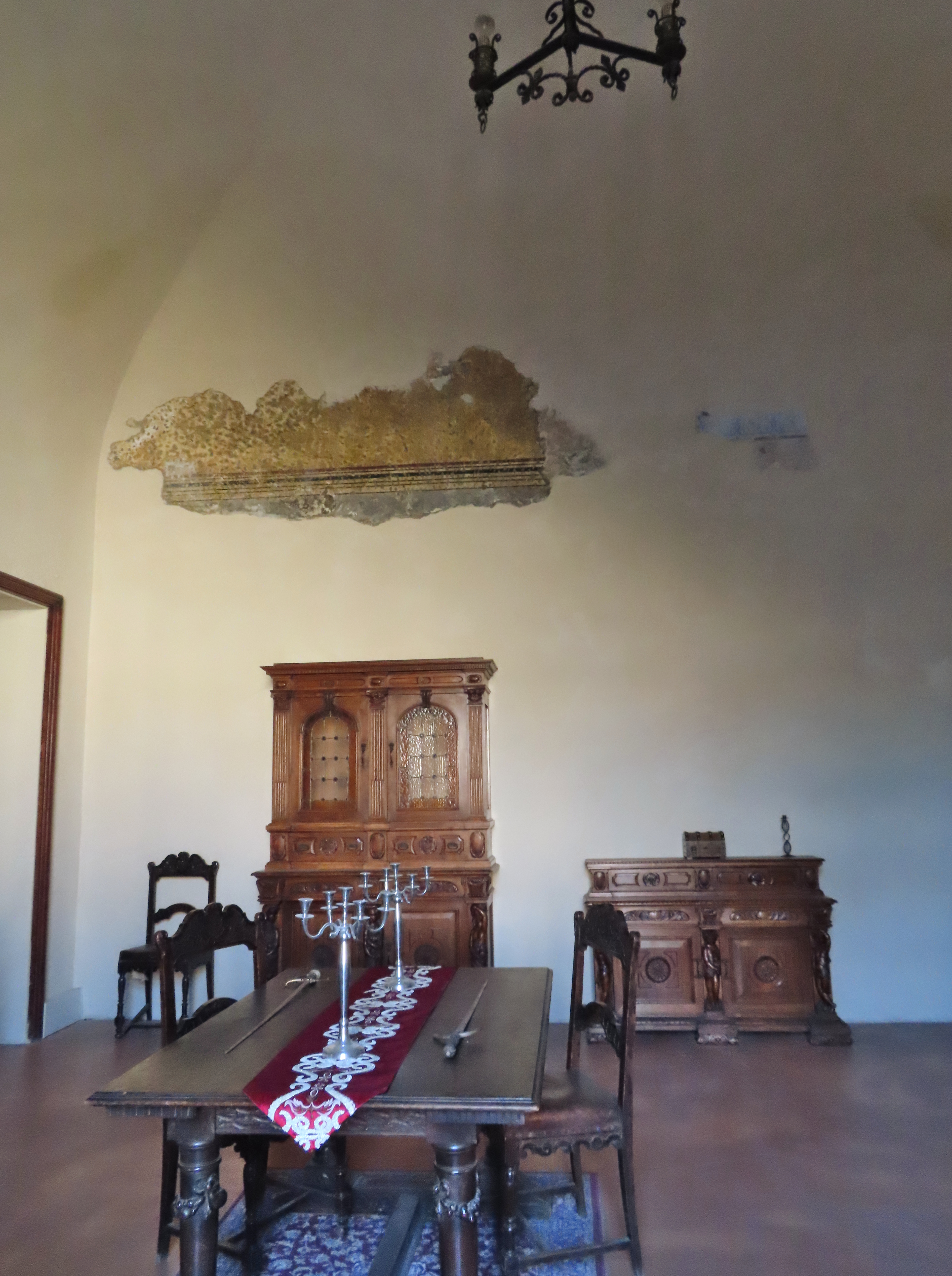
Studio nobile

La parte più antica è costituita dal torrione dello spigolo nord del complesso, che nacque con funzioni di mastio, cuore nevralgico dell'intera fortificazione; in origine era collegato al resto della struttura con un ponte levatoio, poi sostituito con una struttura in muratura. Al piano terreno vi sorgono le antiche prigioni, che nel 1442 ospitarono Annibale I Bentivoglio. Direttamente collegata con esse è la sala del primo livello, un tempo utilizzata come tribunale; al secondo piano è collocata la stanza da letto del castellano, mentre all'ultimo livello si trova la stanza dei servi, all'epoca adibita anche a granaio; in sommità corrono i camminamenti di ronda, posizionati ad una quota più elevata rispetto al resto della struttura.
Oggi il mastio è circondato da un piccolo giardino, che lo collega con il cortile centrale; sugli spigoli di quest'ultimo, in sommità, sono ancora visibili i fori che anticamente sostenevano i camminamenti lignei con scale retrattili, su cui si aprivano la numerose porte del piano nobile, che fino al XVIII secolo era privo di altri collegamenti con il livello terreno; solo allora fu realizzato le scalone che sale sul fianco interno del mastio.
Il lato sud-est, aperto verso il borgo, presenta ben tre torri allineate, con l'ingresso collocato su un fianco di quella posta al centro; tale conformazione rende il castello diverso da tutti gli altri fortificati dai Visconti, il cui stile invece è ben evidente nei caratteri dei camminamenti e delle torri stesse.

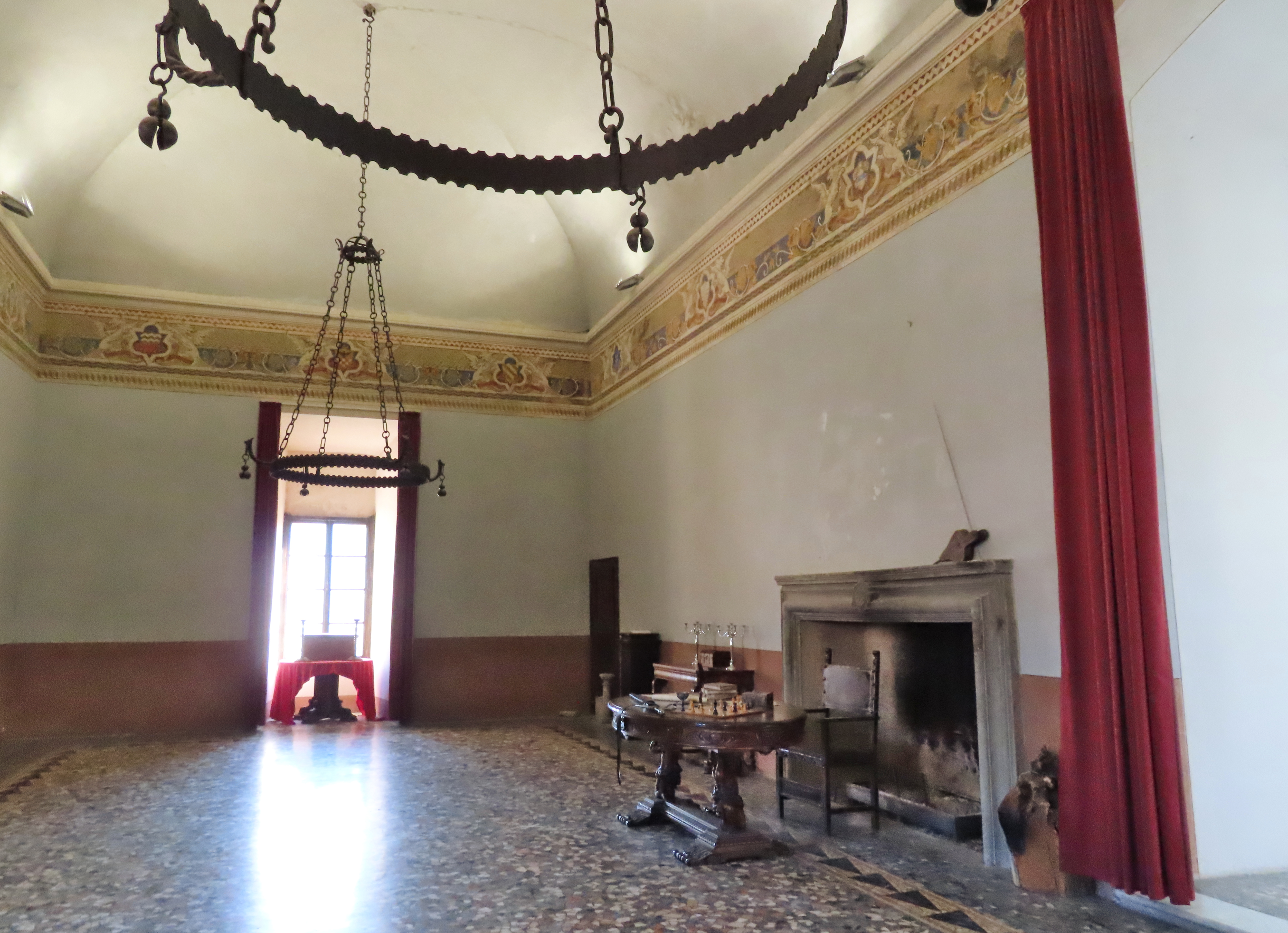
Salone d'onore

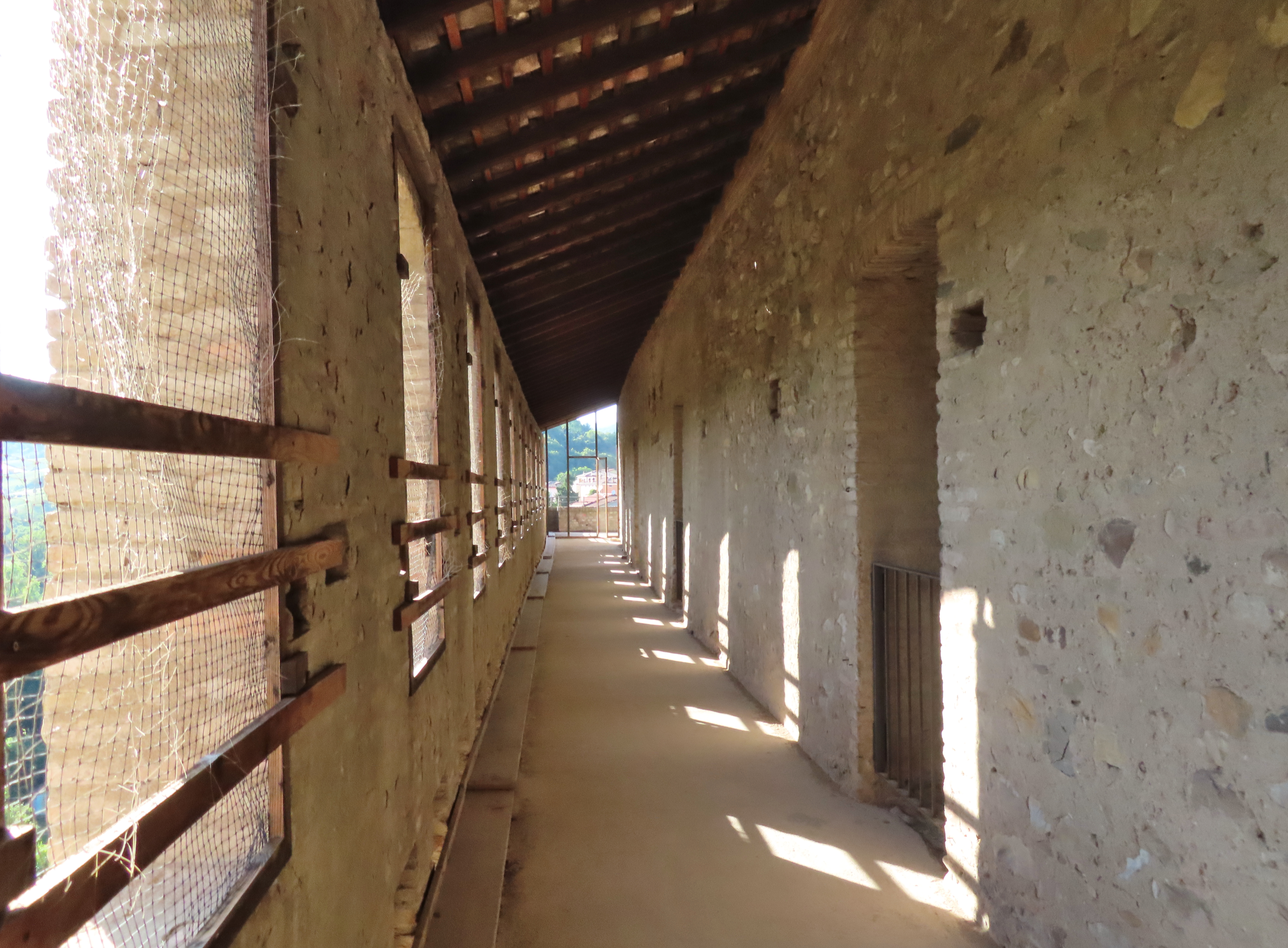
Camminamenti di ronda

Lo spigolo ovest è infine privo di torri, in quanto posizionato direttamente al di sopra del roccione a strapiombo.

### Percorso di visita
Il castello è aperto al pubblico dai primi anni 2000 e fa parte del circuito dei castelli dell'Associazione dei Castelli del Ducato di Parma, Piacenza e Pontremoli.
Risultano visitabili, oltre alla corte interna, le stanze del piano nobile, il salone, lo scalone d'onore, i camminamenti di ronda, la prigione del Bentivoglio e le antiche cucine del castello.

## Il presunto fantasma
Come molti castelli, anche quello di Varano sembrerebbe ospitare un fantasma; durante una sessione medianica svolta nel 2013 in seguito ad alcune misurazioni sperimentali che avevano evidenziato alcune anomalie, una sensitiva avrebbe percepito la presenza di una giovane dalla veste bianca, chiamata Beatrice, che sarebbe stata identificata nella marchesa Beatrice Pallavicino, morta misteriosamente all'età di 21 anni nel 1683.